# Liste des voies de Brest
 (avril 2025).
La mise en forme du texte ne suit pas les recommandations de Wikipédia : il faut le « wikifier ».
Les points d'amélioration suivants sont les cas les plus fréquents :
- Les titres sont pré-formatés par le logiciel. Ils ne sont ni en capitales, ni en gras.
- Le texte ne doit pas être écrit en capitales (les noms de famille non plus), ni en gras, ni en italique, ni en « petit »…
- Le gras n'est utilisé que pour surligner le titre de l'article dans l'introduction, une seule fois.
- L'italique est rarement utilisé : mots en langue étrangère, titres d'œuvres, noms de bateaux, etc.
- Les citations ne sont pas en italique mais en corps de texte normal. Elles sont entourées par des guillemets français : « et ».
- Les listes à puces sont à éviter, des paragraphes rédigés étant largement préférés. Les tableaux sont à réserver à la présentation de données structurées (résultats, etc.).
- Les appels de note de bas de page (petits chiffres en exposant, introduits par l'outil «  Source ») sont à placer entre la fin de phrase et le point final[comme ça].
- Les liens internes (vers d'autres articles de Wikipédia) sont à choisir avec parcimonie. Créez des liens vers des articles approfondissant le sujet. Les termes génériques sans rapport avec le sujet sont à éviter, ainsi que les répétitions de liens vers un même terme.
- Les liens externes sont à placer uniquement dans une section « Liens externes », à la fin de l'article. Ces liens sont à choisir avec parcimonie suivant les règles définies. Si un lien sert de source à l'article, son insertion dans le texte est à faire par les notes de bas de page.
- La présentation des références doit suivre les conventions bibliographiques. Il est recommandé d'utiliser les modèles {{Ouvrage}}, {{Chapitre}}, {{Article}}, {{Lien web}} et/ou {{Bibliographie}}. Le mode d'édition visuel peut mettre en forme automatiquement les références.
- Insérer une infobox (cadre d'informations à droite) n'est pas obligatoire pour parachever la mise en page.

Pour une aide détaillée, merci de consulter Aide:Wikification.
Si vous pensez que ces points ont été résolus, vous pouvez retirer ce bandeau et améliorer la mise en forme d'un autre article.
Cette page contient une liste des voies de Brest non-exhaustive.

## Bellevue

### Le Gorgeu (avenue Victor)
Nommée en référence à Victor Le Gorgeu, cette rue passe devant la faculté des sciences de l'UBO.
Elle sera modifiée en 2026 avec le passage de la seconde ligne de tramway.

## Brest Centre

### Aiguillon (rue d')
Rue nommée en l'honneur d'Emmanuel Armand d’Aiguillon, Gouverneur de Bretagne, qui vient à Brest en 1765.

### Caradec (rue du docteur)
Théophile Caradec, médecin militaire, auteur du Manuel des mères, surnommé le "médecin des pauvres".

### Delessert (rue Benjamin)
Benjamin Delessert, naturaliste, homme d'affaires et politique français, fondateur des Caisses d'épargne en France.

### Frézier (rue)
Amédée François Frézier, ingénieur militaire, explorateur, botaniste, navigateur et cartographe français mort à Brest en 1773. Il fut directeur des fortifications de Bretagne, auteur des plans de l'église Saint-Sauveur et travailla au remaniement de l'église Saint-Louis.

### Glasgow (rue de)
Glasgow ville bienfaitrice : Lord Inverclyde, riche seigneur écossais, a choisi Brest comme bénéficiaire de l'action d'assistance du Comité de coordination de la France combattante en Écosse. En août 1945 qu'il débarque à Brest pour apporter une cuisine, une cantine roulante, des tonnes de tissus, de chaussures et bien d'autres marchandises encore. Dès lors, Glasgow, à travers Lord Inverclyde et le Lord Prévôt de la ville, parraine toutes les œuvres destinées à venir en aide aux Brestois. Il est aussi décidé que les enfants pourront faire des séjours de trois mois en Écosse, pour oublier les années éprouvantes,.

### Kergorju (rue et impasse)
Nommée en référence à Pierre Jean François Gorju, maçon-marbrier, dont la majorité des propriétés couvraient la future rue Saint-Martin. 

### Keravel (rue et quartier)
Le nom de cet ancien village, devenu nom de quartier par la suite et enfin simple nom de rue est de sens clair. Il est formé de Kêr, village, lieu habité et Avel, vent. Il devait sans douté désigner une zone très ventée. On peut lire p. 62 de l'ouvrage de Louis Delourmel, Le Vieux Brest à Travers ses Rues, que le "terrain de Keravel (lieu du vent) était autrefois la montagne boisée qui s'élevait au-dessus de la Grand'Rue et qui s'étendait du Jardin du Roi (Caserne Guépin, rue de Lyon) jusqu'au bord de la Penfeld. La terre et le village furent achetés par le Roi, en 1636, au seigneur de Mesnoallet de Kerallan, pour y construire la Corderie du port, qui fut incendiée le 30 janvier 1744...".

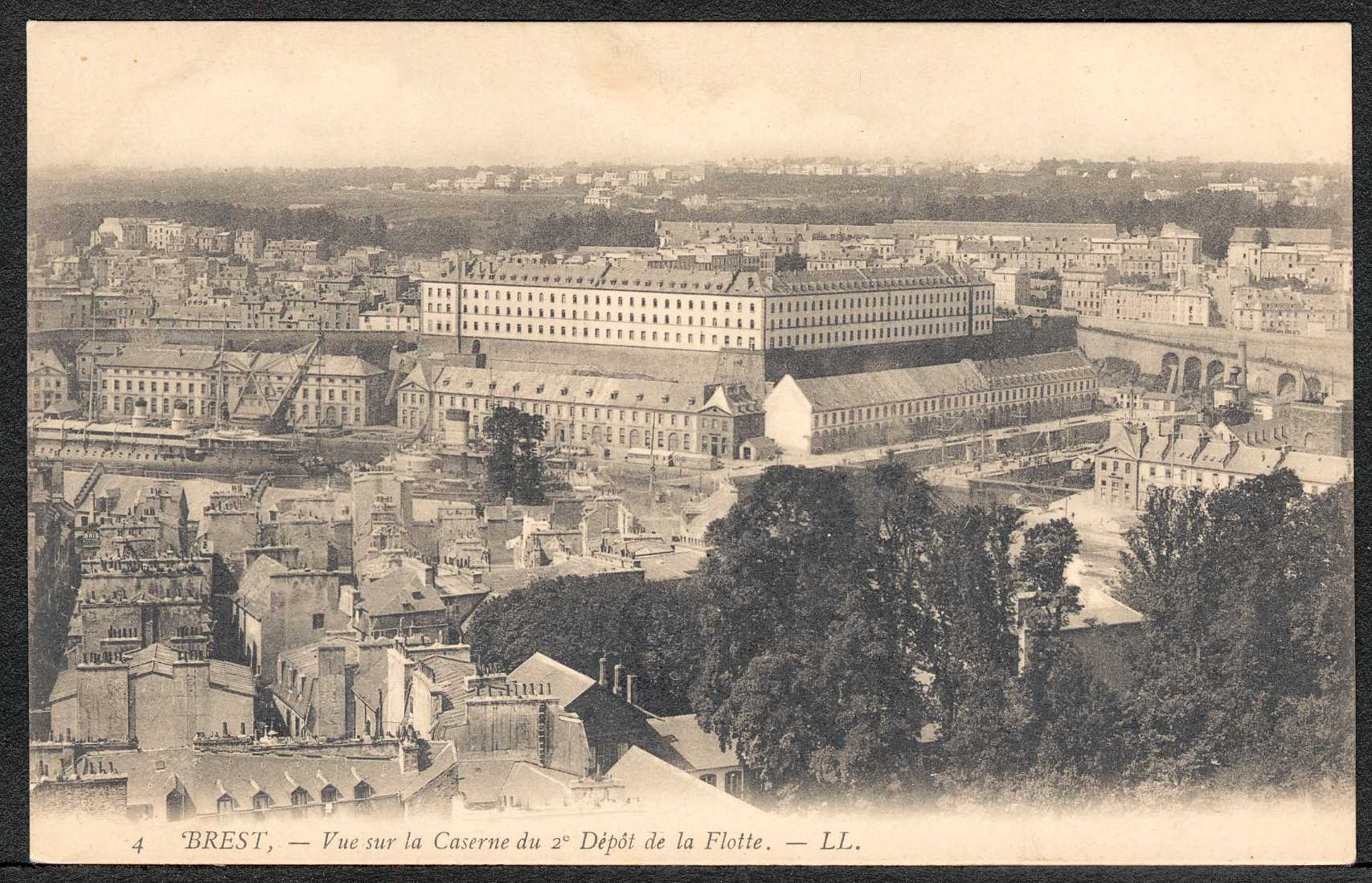
ca.1900 - premier plan : quartier de Keravel - à droite : arbres du parc de la caserne Guépin.
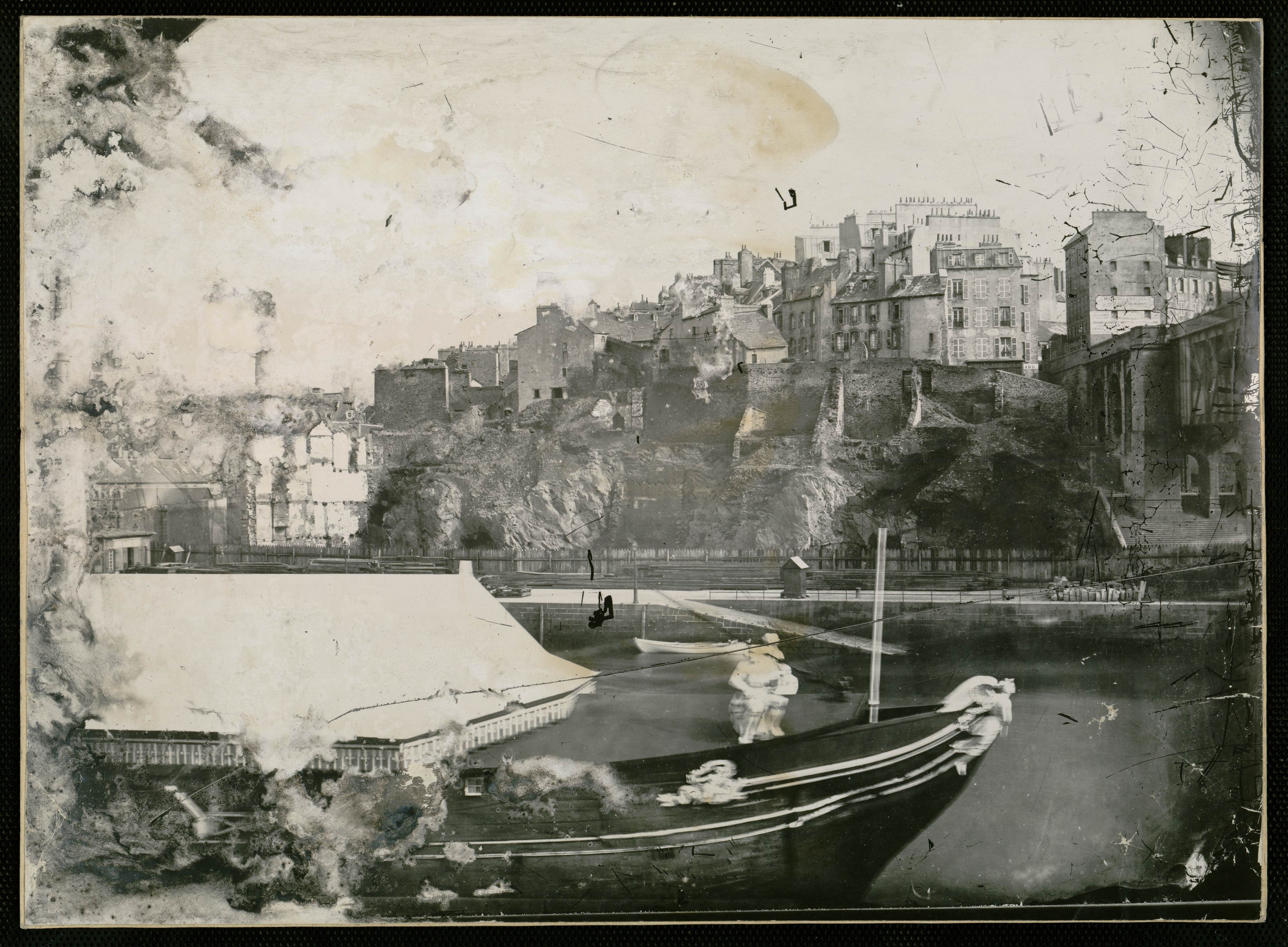
ca. 1880 - à l'arrière-plan à gauche le quartier de Keravel - au centre le quartier des Sept-Saints - à droite le pont National.

### Le Dantec (rue Félix)
Nommée en référence à Félix Le Dantec, biologiste et philosophe.

### Médisance (Place)
La place Médisance, ou future place Marcellin Berthelot, un peu en contrebas de l'église Saint-Louis, était traversée par la Grand'rue (future rue Pasteur). D'autres rues y débouchaient : la rue de la Rampe (future rue jean Macé), la rue Suffren (disparue). C'était une place de marché plus particulièrement pour le beurre et les œufs, d'où son nom qui rappelait les discussions des acheteurs et vendeurs.

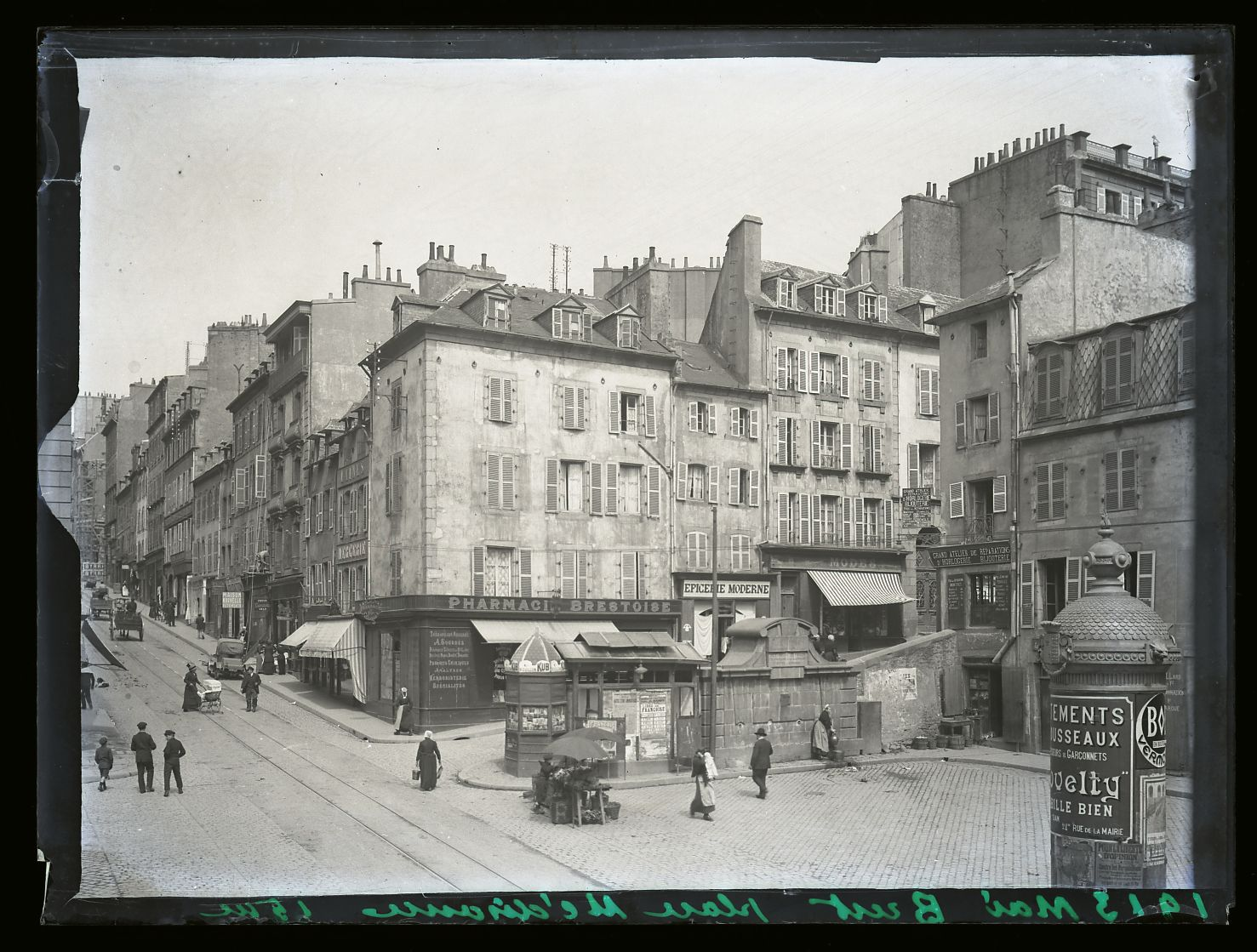
mai 1913 - place Médisance.
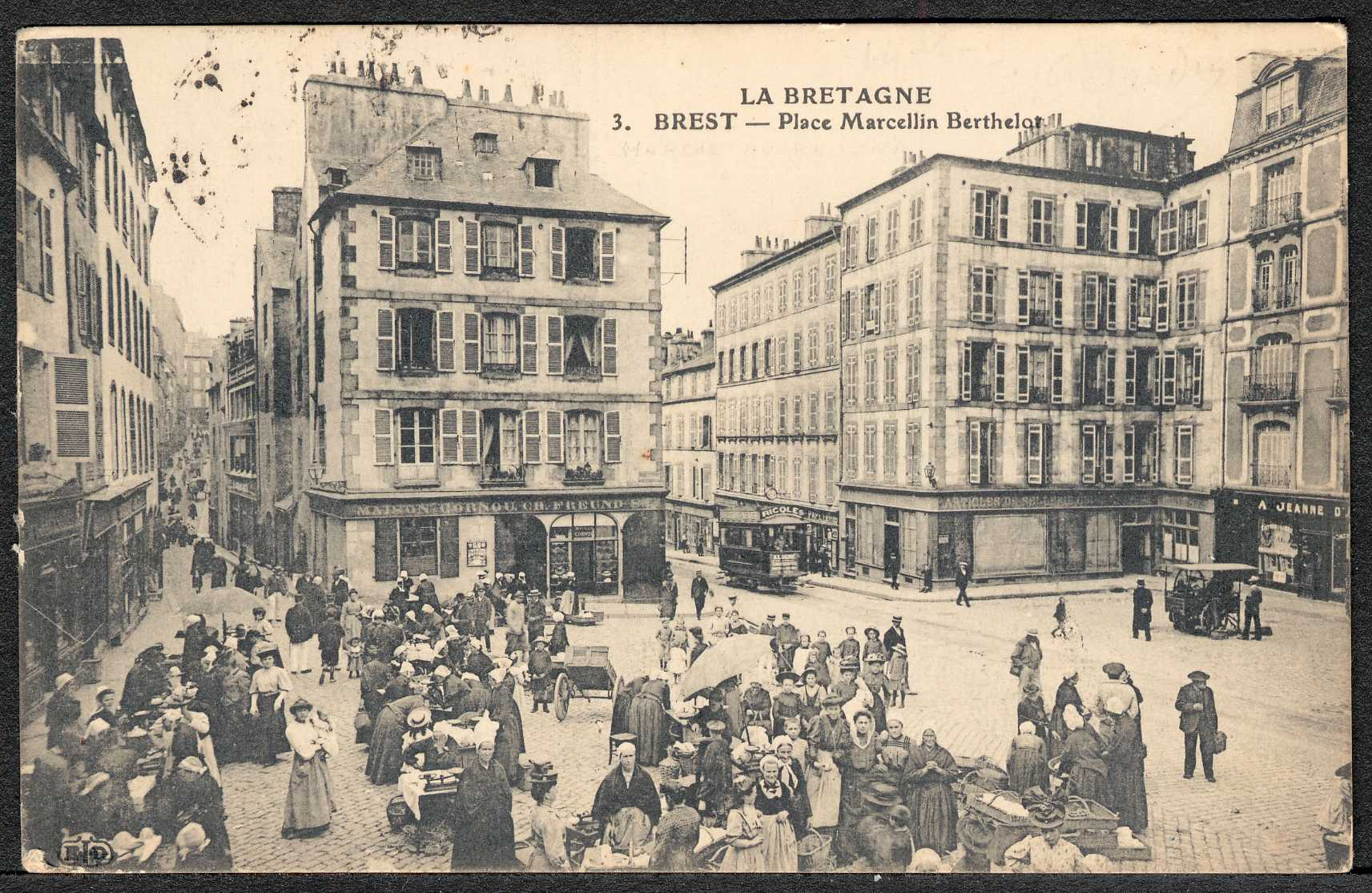
ca. 1900 - Place Médisance (ou place Marcellin Berthelot), où se trouvait le marché au beurre.
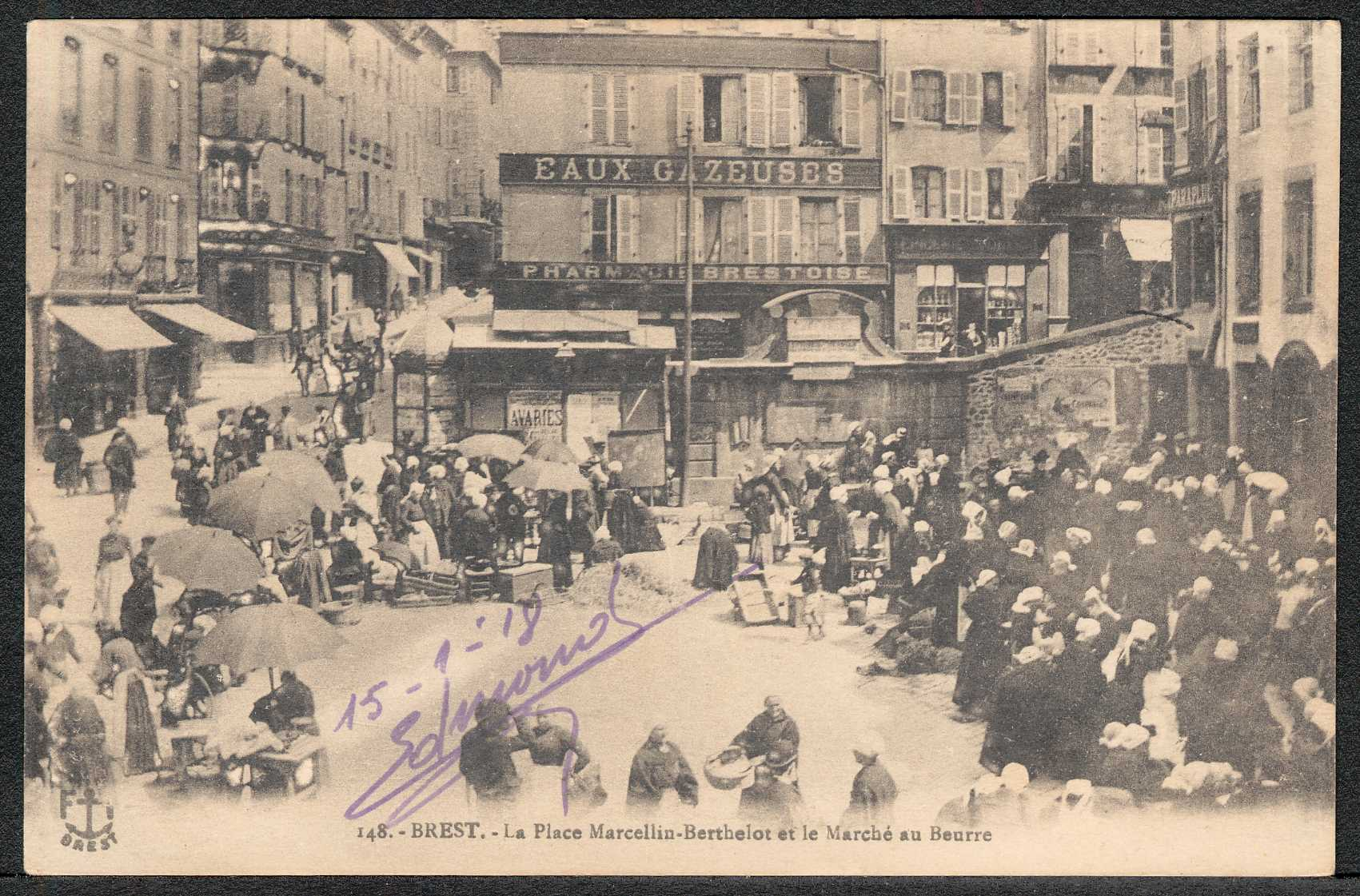
ca. 1900 - Place Médisance un jour de marché.
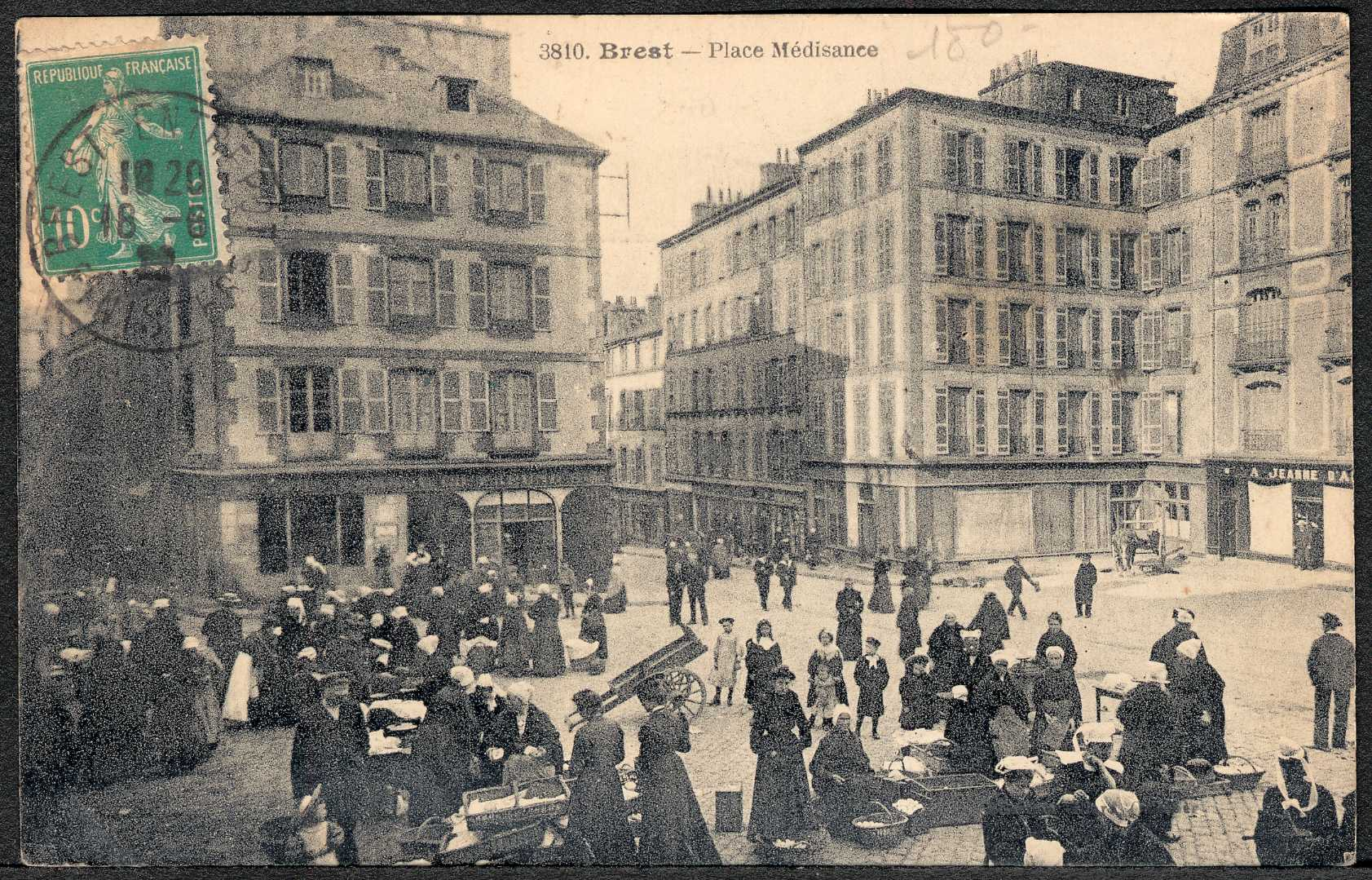
ca. 1900 - Place Médisance un jour de marché.
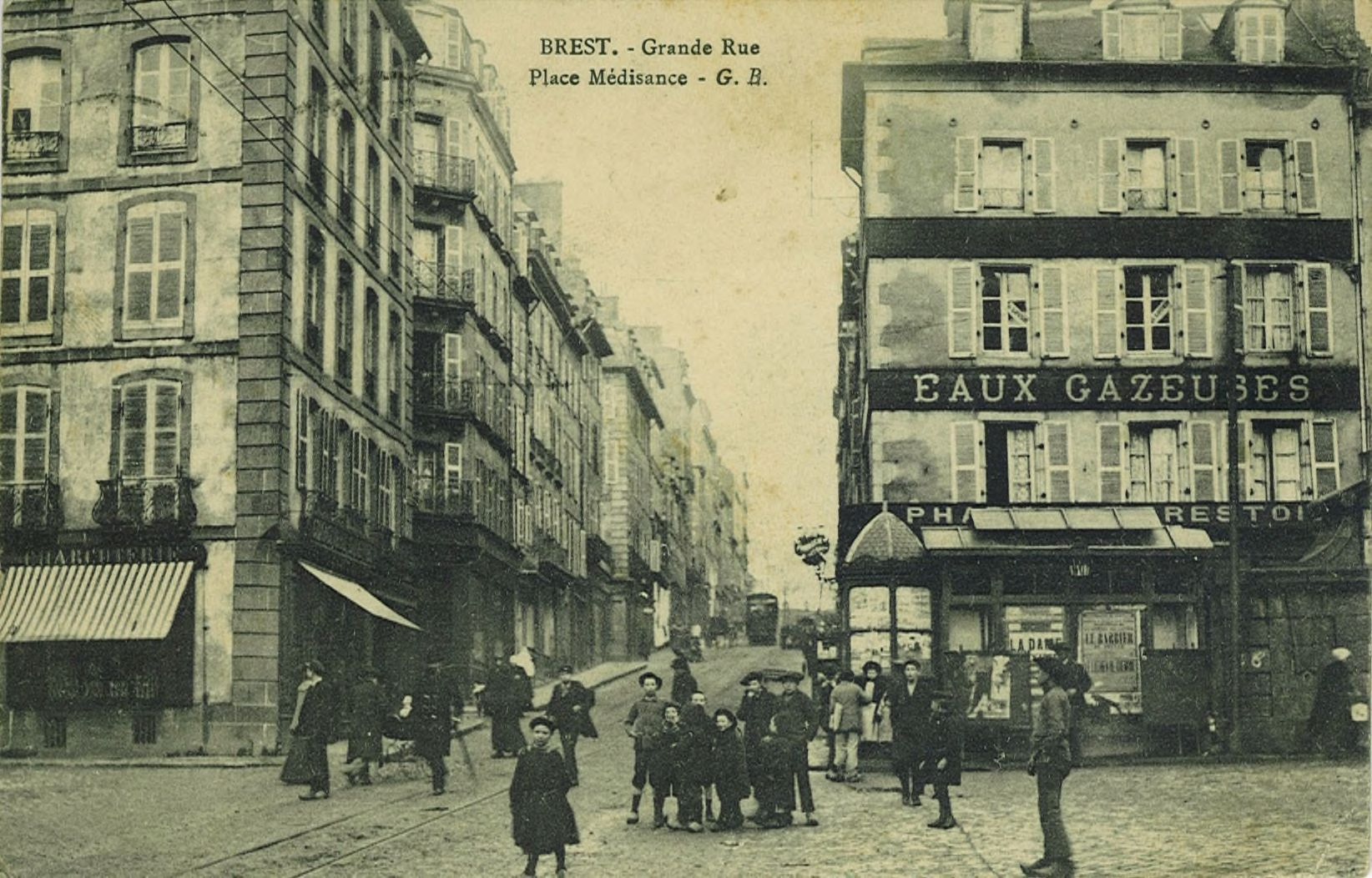
ca. 1900 - Place  Médisance
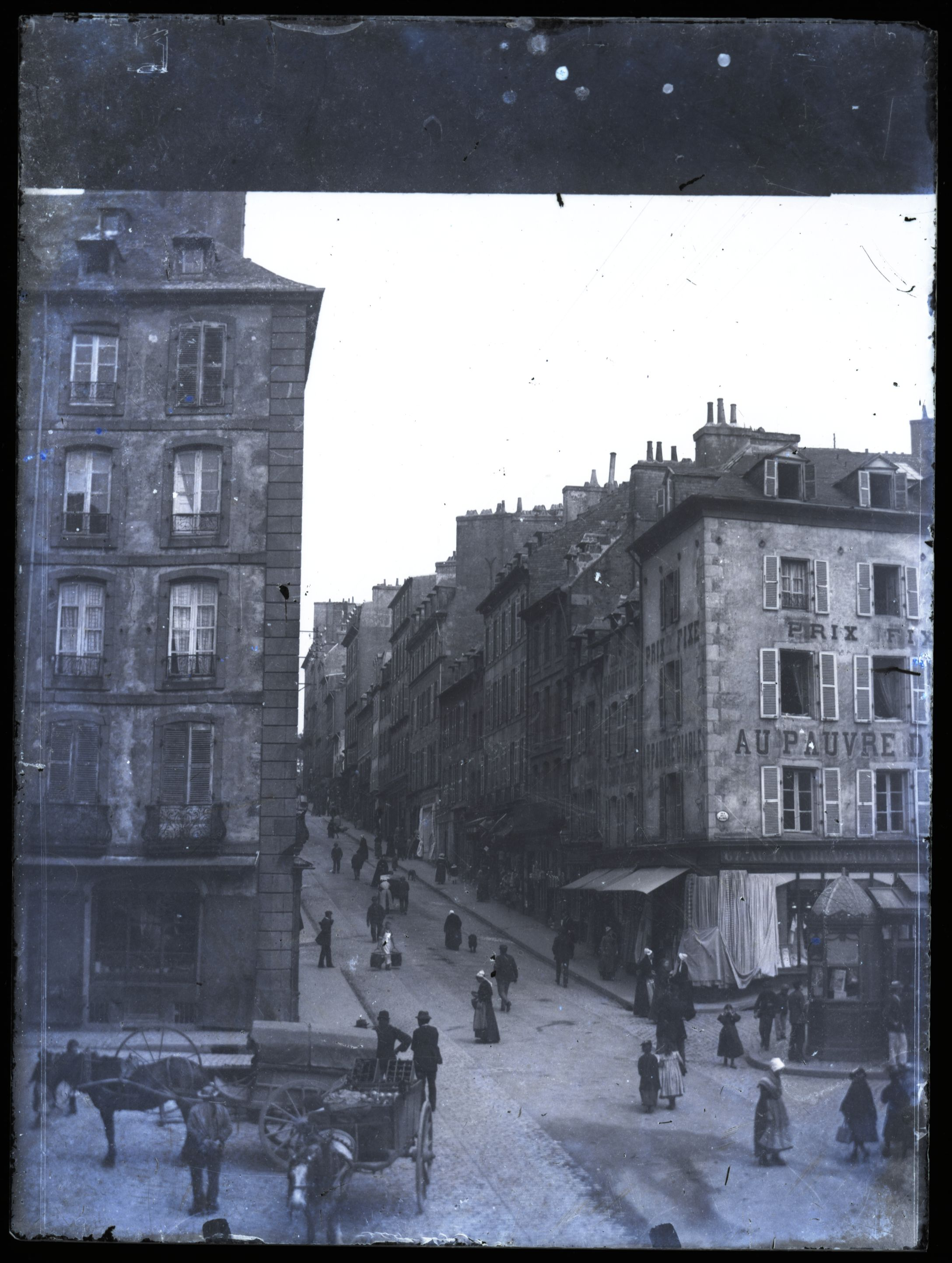
ca. 1900
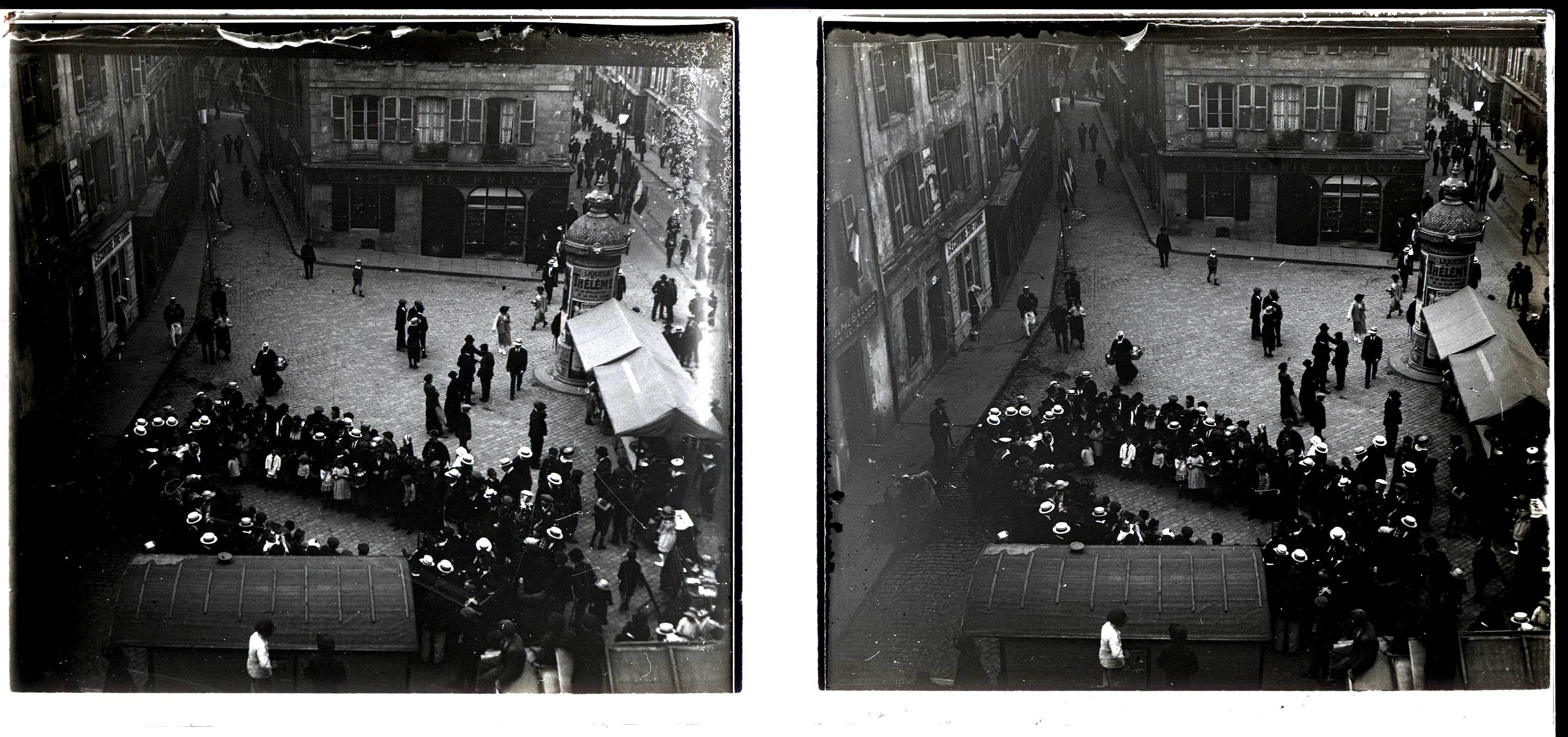
ca. 1910 - rassemblement place Médisance

### Morvan (rue Augustin)
Augustin Morvan, médecin installé à Lannilis, également conseiller général du Finistère puis député.

### Observatoire (rue de l')
Nommée en référence à l'Observatoire bâti en 1819 sur le pavillon central de la caserne Fautras.

### Pengam (rue Victor)
Victor Pengam (né le 21 janvier 1883 à Brest - mort en 1920) était un syndicaliste anarchiste.

### Pouliquen (marché)
Le marché Pouliquen situé entre la rue Algésiras et la rue de la Mairie. Aujourd'hui disparue, cette place était situé au milieu des actuelles Halles Saint-Louis. C'était le marché au lait.

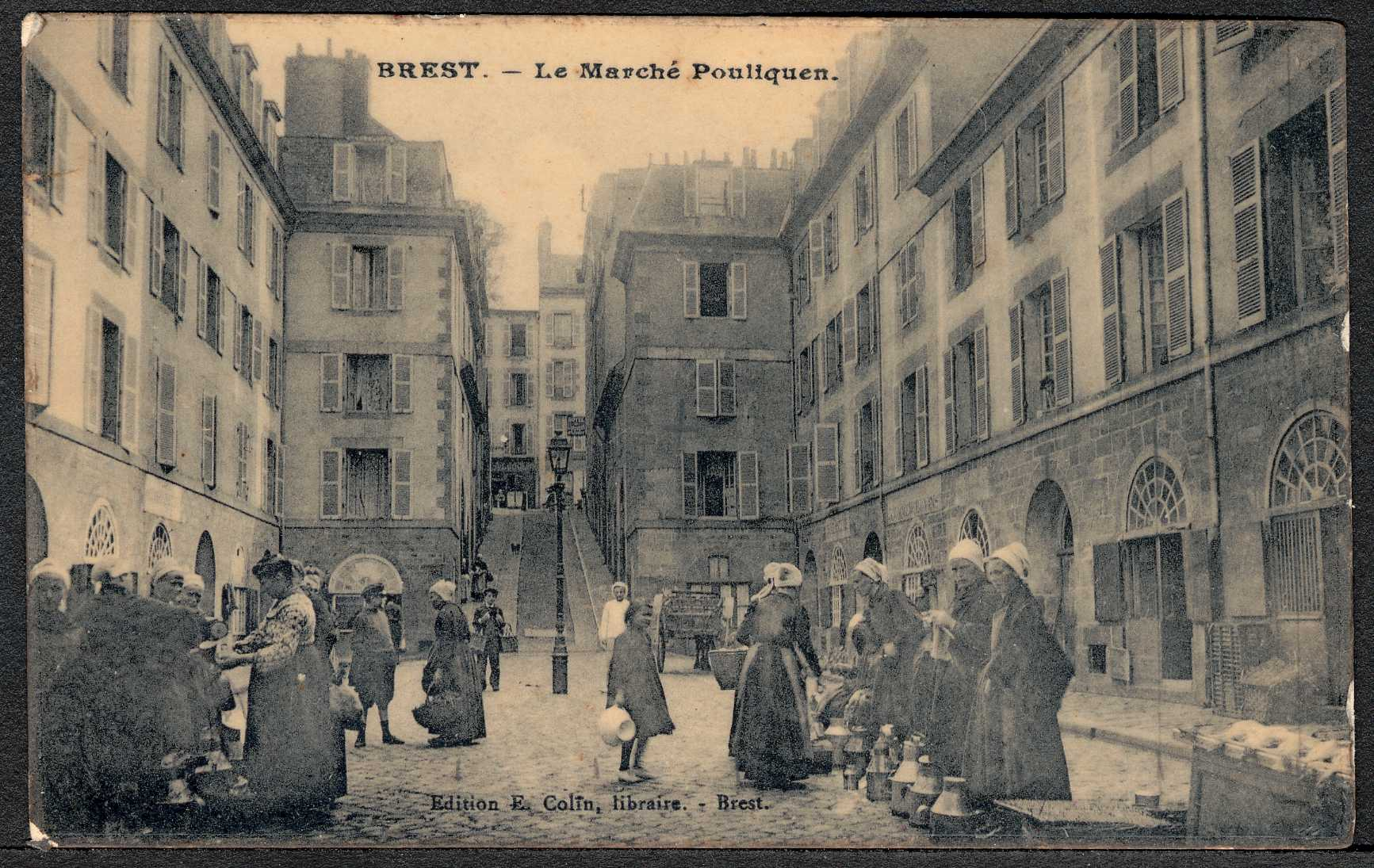
ca. 1910 - Le marché Pouliquen : les marchandes de lait et leurs pots.
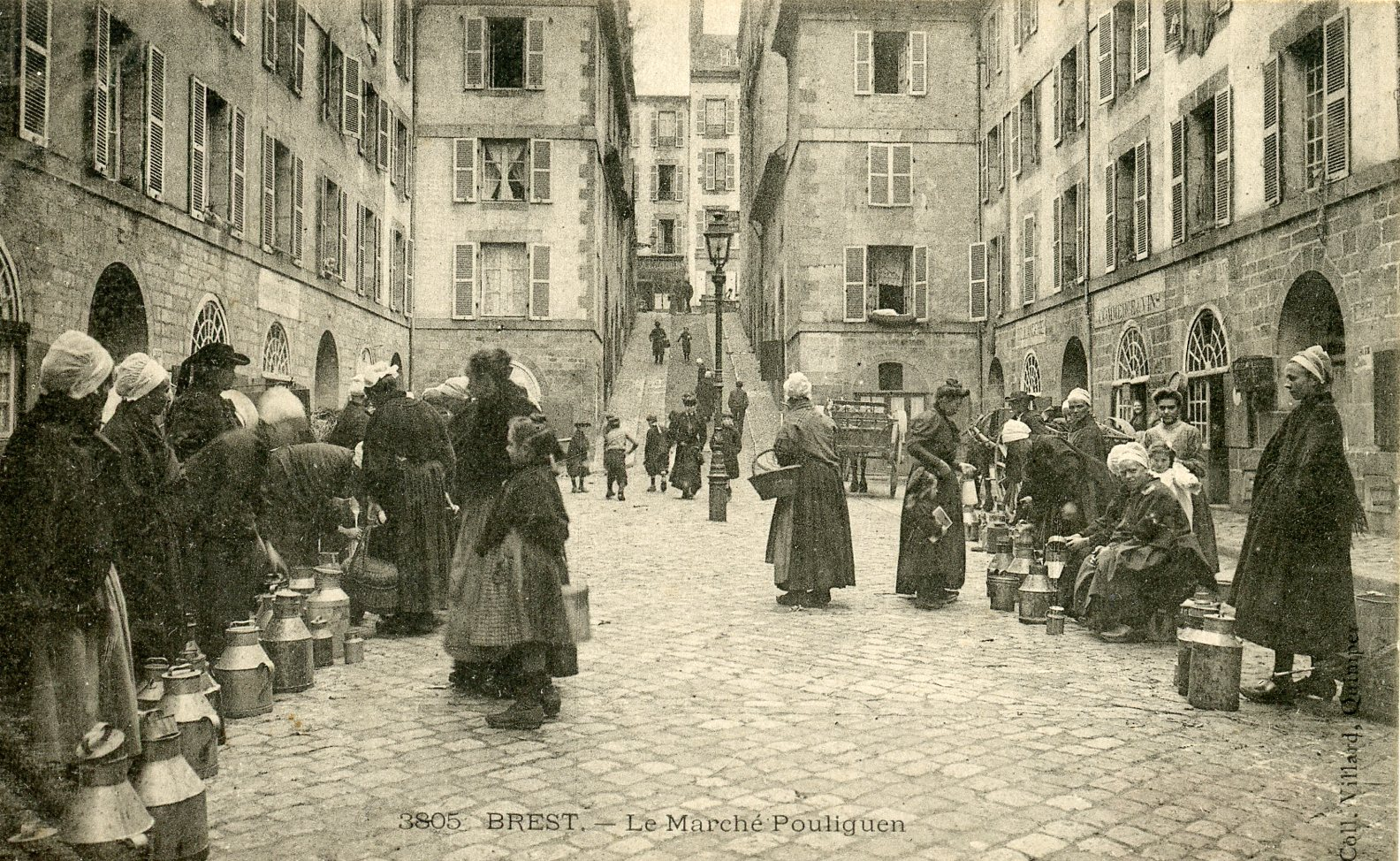
ca. 1910 - Marchandes de lait et leurs pots.
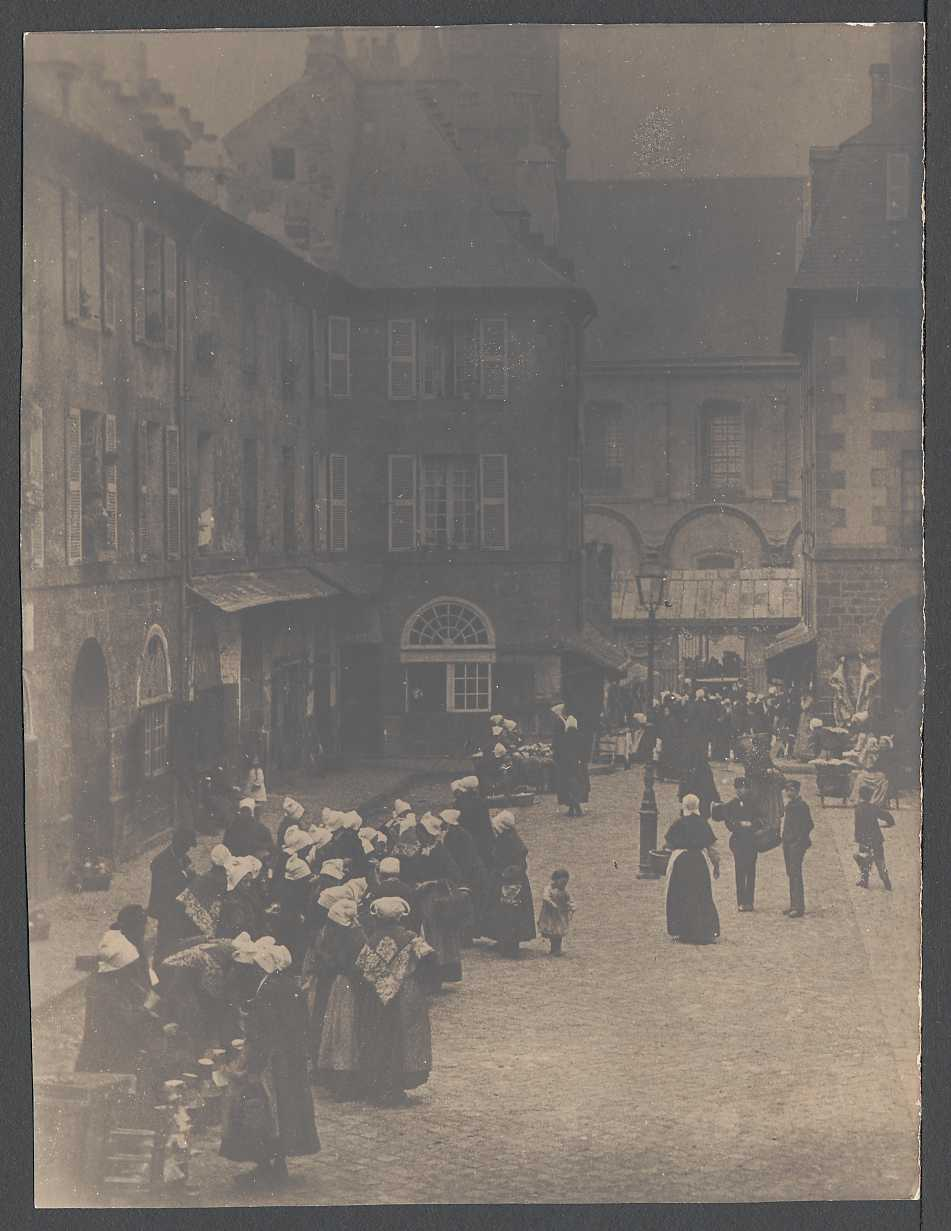
ca. 1900

### Tourville (porte)
Portée d'entrée de l'arsenal, portant le nom de Anne Hilarion de Costentin de Tourville

### Zola (rue Émile)
Nommée en référence à Émile Zola. Passe devant le musée des Beaux-Arts et l'auditorium du conservatoire.

## Lambézellec

### Drogou (rue du commandant)
Nommée en référence à François Drogou.

### Sylva (rue Berthe)
Nommée en référence à Berthe Sylva, chanteuse du début du XXe siècle, interprète notamment de Les roses blanches et On n'a pas tous les jours vingt ans.

## Quatre Moulins

### Borda (rue)
Jean-Charles de Borda (1733-1799), scientifique, mathématicien, navigateur. Il invente un instrument de mesure (le cercle de Borda) qui permet un calcul plus précis de la longitude. Les navires de l'École navale de Brest ont tous portés le nom de Borda et les élèves sont surnommés les Bordaches.

### Dixmude (place)
Place disparue, située à Recouvrance, près de l'église Saint-Sauveur et renommée place Amiral Ronarc'h. Elle borde la rue du même nom. Une rue Dixmude est créée, après-guerre dans le quartier de Saint-Marc.

### Loti (rue Pierre)
Nommée en référence à Louis-Marie-Julien Viaud dit Pierre Loti. Le 2 juin 1883, il part de Brest à bord de la corvette cuirassée Atalante, pour participer à la campagne du Tonkin.

### Paris (rue du lieutenant de vaisseau)
Nommée en référence à Paulin Louis Jérôme Paris.

### Pontaniou (rue de)
Nommée en référence à la prison de Pontaniou. Passe devant la prison de Pontaniou, sur le bâtiment aux Lions, devant les ateliers des Capucins.

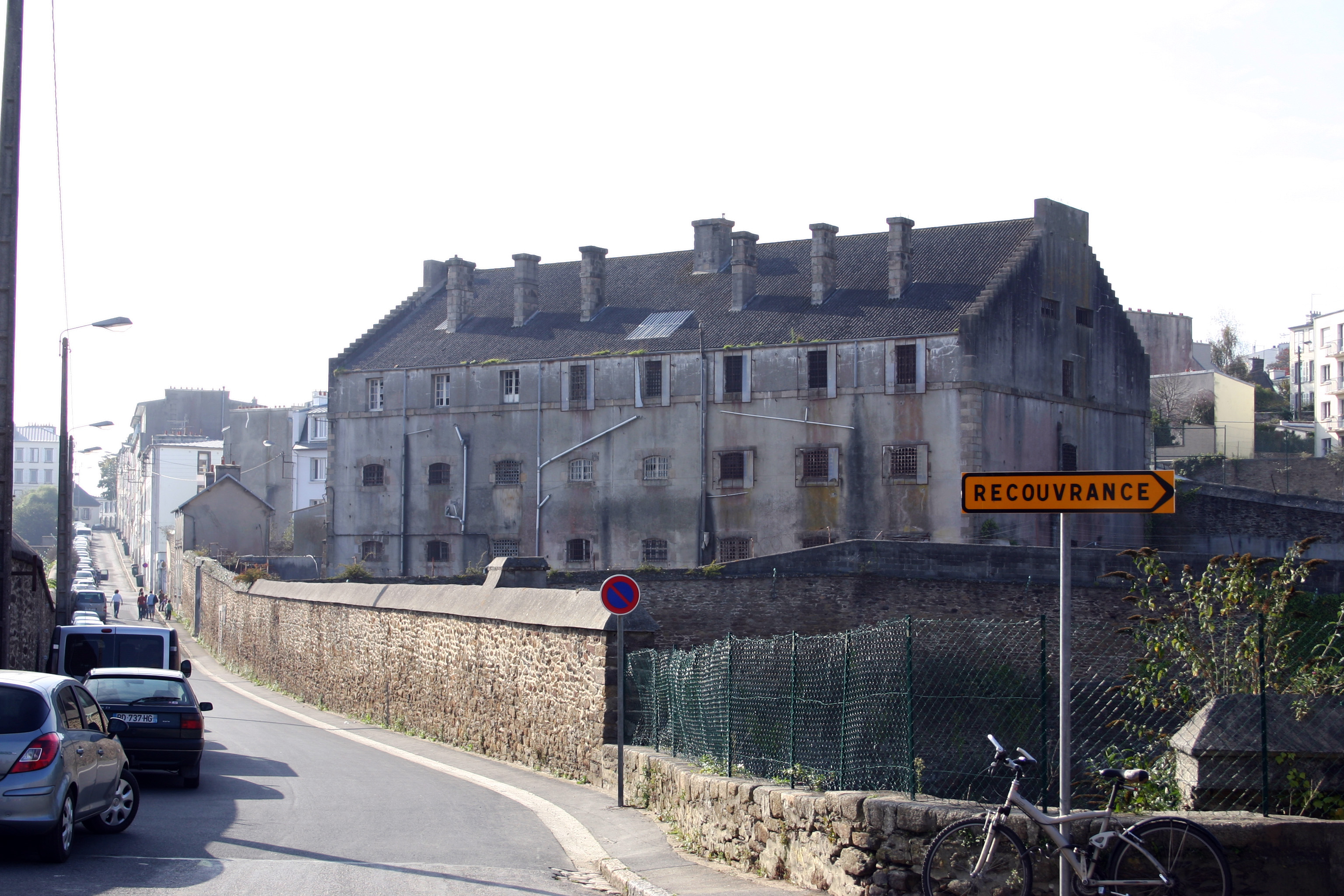
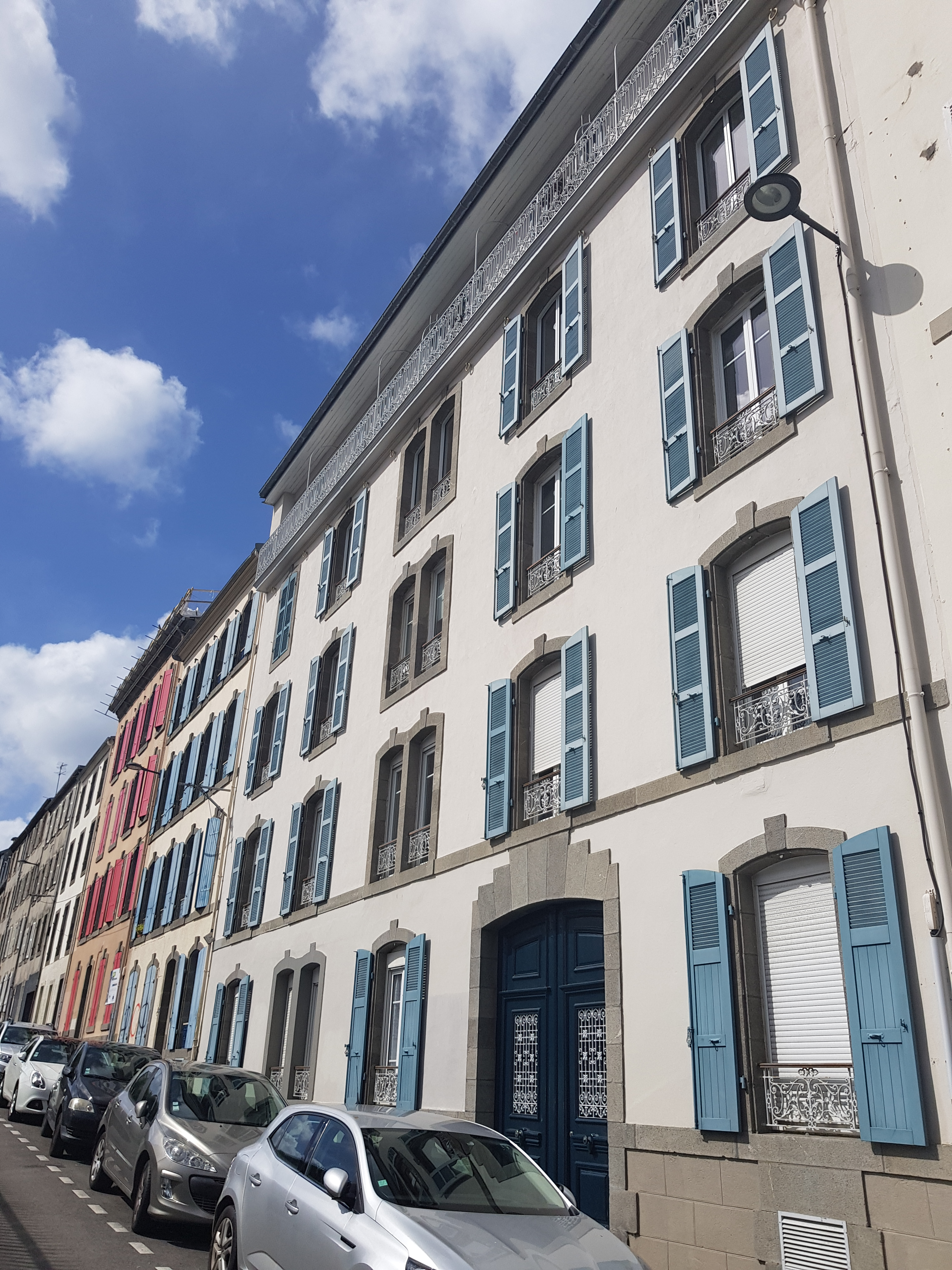

## Saint-Marc

### Arc (rue Jeanne d')
Jeanne d'Arc, probablement la plus célèbre héroïne française, a vécu au XVème siècle et guerroyé contre les anglais. Condamnée pour hérésie à l'âge de 19 ans, elle est brûlée vive en 1431, béatifiée en 1909 et canonisée en 1920.

### Bourdelle (rue)
Sculpteur de réputation internationale Antoine Bourdelle — qui s'honore de signer seulement "Bourdelle" —fut, entre autres, élève de Rodin. Parmi ses œuvres : la façade du théâtre des Champs-Elysées. Un musée lui est consacré à Paris.

### Bréhier (rue Louis)
Louis Bréhier (1868-1951) est né à Brest. Il y a peu vécu. Enseignant, historien de l'art, helléniste, il est l'auteur de plusieurs ouvrages et articles savants.

### Carpeaux  (rue)
Jean-Baptiste Carpeaux (1827-1875), sculpteur, prix de Rome en 1854, fut également peintre et graveur. Sous le règne de Napoléon III, la représentation de Louis-Napoléon Bonaparte son élève marquera l'œuvre du maître.

### Cartier (rue Jacques)
Explorateur, cartographe, Jacques Cartier a notamment choisi le nom de Canada pour la contrée qu'il découvre en 1534. Il est né en Bretagne dans la région de Saint-Malo.

### Clair (rue René)
René Clair (1898-1981) est connu avant tout comme cinéaste (Sous les toits de Paris (1930), et nombreux autres films). Il est aussi homme de lettres, pataphysicien, et fut membre de l'Académie française.

### Colin (rue Elicio)
Elicio Colin, né à Brest en 1874, a enseigné au lycée d'Orléans. Il est l'auteur de nombreux livres d'histoire et de géographie.

### Dixmude (rue)
La rue Dixmude, située dans le quartier de Saint-Marc à Brest, rend hommage à la brigade de fusiliers marins qui a combattu aux côtés de l’armée belge en 1914 à Dixmude pour arrêter l’avancée de l’armée allemande vers Dunkerque. Commandé par l’amiral Ronarc'h cette troupe, qui devait tenir une semaine résistera trois semaines au prix de lourdes pertes. Prélude à l’établissement du Front de l'Yser cette bataille marque la fin de l’avancée allemande et le début de la guerre de position.

### Estienne d'Orves (rue d')
Honoré d'Estienne d'Orves, officier de marine, résistant durant la Seconde Guerre Mondiale, exécuté en 1941 au Mont Valérien.

### Estrées (rue Amiral d')
Jean II d'Estrées, XVIIe siècle. Tout premier vice-amiral du Ponant en 1669, mais aussi maréchal de France de Louis XIV (1681).

### Forestou Creis (rue)
"Creis" = "milieu" en breton. Donc : "Les forêts du Milieu".

### Forestou Huella (rue du)
"Huella" = "du haut" en breton. Donc : "Les forêts du Haut".

### Gounod (rue Charles)
Charles Gounod est un musicien et compositeur romantique du XIXe siècle, doublé d'un grand esprit. Très lié à Henri Lacordaire.

### Guelmeur (rue du)
Probablement du breton gwel meur, que l'on pourrait traduire par "vue imprenable".

### Guézennec (rue des Deux Frères)
Deux frères (René et Pierre-Charles) courtiers maritimes vivant dans le quartier. Résistants membres du réseau Alliance, en tant qu'agents de renseignement sur le port, et agents d'hébergement (en attente des départs vers l'Angleterre). Arrêtés en 1943, déportés et fusillés au camp du Struthof le 1er septembre 1944.

### Guynemer (rue)
Georges Guynemer fut un aviateur militaire, « As » de la Grande Guerre, tué au combat en septembre 1917 et panthéonisé un mois plus tard.

### Heredia (rue José-Maria de)
Poète français de la deuxième moitié du XIXe siècle, né espagnol. José-Maria de Heredia se rattache au mouvement parnassien.

### Île Ronde (rue de l')
L'île Ronde est un îlot de la rade de Brest proche de la pointe de l'Armorique en Plougastel-Daoulas.

### Lacordaire (rue Henri)
Henri Lacordaire, XIXème siècle, appartient à une famille célèbre à plusieurs égards. Il est à la fois prédicateur, homme politique, religieux, écrivain, journaliste… 

### Lavoisier (rue)
Antoine Lavoisier (XVIIIe siècle) est surtout connu comme chimiste. Il fut aussi économiste et philosophe. Accusé de spéculation contraire à l'intérêt du peuple, il est guillotiné par la Terreur en 1794 à l'âge de 50 ans, 

### Le Brix (rue Joseph)
Aviateur militaire de la première moitié du XXe siècle, Joseph Le Brix participe à la première liaison Paris - Rio de Janeiro avec Costes et Bellonte en octobre 1927.

### Le Cann (rue du Brigadier)
En 1973, le sous-brigadier Albert Le Cann est tué au cours d'un braquage de banque place de Strasbourg suivi d'une prise d'otages.

### Maistre (rue Jeanne)
Jeanne Maistre, directrice de la Croix-Rouge de Brest, membre du réseau Alliance, déportée au camp de sûreté de Schirmeck en mai 1944 puis au camp de concentration du Struthof où elle fut exécutée dans la nuit du 1er au 2 septembre 1944.

### Maleyssie (rue comtesse de)
Marie Antoinette Lydia Béatrice, vicomtesse Tardieu de Maleyssie (1905-1944), est la petite fille de la Comtesse de Rodellec du Portzic. Sa mère Beatrix Burnett Stears était devenue comtesse de Maleyssie par son mariage.
Elle décède dans l'abri Sadi Carnot le 9 septembre 1944.

### Melou (rue Georges)
Anciennement rue du Fort.
Georges Melou est un cheminot, facteur et militant communiste qui devient franc-tireur et partisan (FTP) durant la Seconde Guerre Mondiale. Tué par sa victime lors de l'exécution (acte de résistance) d'un inspecteur de police ordonnée par les FTP.

### Montcalm (rue)
Commandant en chef des forces armées françaises en Nouvelle-France, Louis-Joseph de Saint-Véran, marquis de Montcalm débute à l'âge de 9 ans la carrière militaire et s'illustre dans de nombreuses guerres menées par la France au XVIIIe siècle. Il sera tué lors de la bataille des Plaines d'Abraham, à Québec, contre les Anglais, en 1759.

### Monot (rue Thenenan)
Cheminot, résistant durant la Seconde Guerre mondiale, Thenenan Monot meurt en déportation en 1944 à l'âge de 48 ans.

### Musset (rue Alfred de)
Écrivain et poète romantique du XIXe siècle. Alfred de Musset mène une vie agitée, se lie avec George Sand en 1833 et 1835, publie Lorenzaccio en 1834, entre à l'Académie française en 1852 et meurt en 1857.

### Orvilliers (rue d')
Louis Guillouet d'Orvilliers, officier de marine du XVIIIe siècle, commandant de la Marine à Brest de 1775 à 1779. 

### Quivillic (rue René)
René Quivillic, sculpteur, peintre, graveur et céramiste français. Il sculpte notamment les quatre statues de jeunes paysans et paysannes qui ornent les deux extrémités du pont Albert-Louppe entre Brest et Plougastel-Daoulas, la statue de La Bigoudène qui marque la limite entre le Pays Bigouden et le cap Sizun,  ainsi que le monument des Forces françaises libres de l'Île-de-Sein.

### Riou (rue Jakez)
Jakez Riou (1899-1937) est journaliste, écrivain, poète. Fier représentant de la littérature bretonne.

### Rodellec du Portzic (rue de la Comtesse)
Béatrice Charlotte Antoinette Denis de Kérédern de Trobriand aura vécu dans l'aisance. Après son veuvage de John Burnett-Stears, créateur de l'usine à gaz de Brest en 1841, elle épouse le comte Olivier de Rodellec du Portzic en 1900. Elle marque l'histoire locale avec son château de Ker-Stears et l'affaire du vol du diamant bleu (1906) qui lui vaut de figurer dans une aventure d'Arsène Lupin sous les traits de la comtesse de Crozon.

### Rodin (rue)
Auguste Rodin, sculpteur majeur de la seconde moitié du XIXe siècle.

### Santos-Dumont (rue Alberto)
Brésilien, français d'adoption, aéronaute et pionnier de l'aviation. Alberto Santos-Dumont réalise un des premiers — sinon le premier — vol en avion en 1906.

### Seguin (rue Marc)
Marc Seguin (1786-1875) est un ingénieur et savant français prolifique. Spécialiste des ponts, il a également laissé son nom à une locomotive à vapeur.

### Semard (rue Pierre)
Pierre Semard, syndicaliste français, secrétaire général de la Fédération des cheminots (CGT)  et dirigeant du Parti communiste français, dont il fut secrétaire général de 1924 à 1929.

### Stangalard (route et rampe du)
Nommées en référence au vallon du Stang-Alar.

### Teurroc (rue Jean)
Cheminot, membre actif du parti communiste clandestin et de la Résistance durant la Seconde Guerre Mondiale, Jean Teurroc a mené de nombreux sabotages inventifs des trains et des installations techniques de la gare de Brest. Arrêté, torturé, condamné par un tribunal allemand, il est fusillé au Mont-Valérien en 1943 à l'âge de 37 ans.

### Vercel (rue Roger)
Écrivain du début du XXè siècle, Roger Vercel est l'auteur de Capitaine Conan, de Remorques (source du film éponyme de Grémillon avec Jean Gabin) et nombreux autres ouvrages liés à la mer. Des écrits antisémites assombrissent la fin de sa carrière d'enseignant.

### Vigny (rue Alfred de)
Ecrivain et poète romantique de la première moitié du XVIIIe siècle, Alfred Victor de Vigny est militaire pendant une dizaine d'années avant d'entrer en littérature, publiant essais, poésies, pièces de théâtre et romans historiques.

### Vuillemin (rue Charles)
Charles Vuillemin est un résistant durant la Seconde Guerre Mondiale au sein de la Jeunesse communiste puis des FTP. Arrêté, torturé, condamné par un tribunal allemand, il est fusillé au Mont-Valérien en 1943 à l'âge de 25 ans.

## Saint-Pierre

### Eusen (rue Victor)
Victor Eusen, dernier maire de la commune de Saint-Pierre-Quilbignon entre 1929 et 1944 et président de la délégation spéciale chargée de gérer Brest de 1942 à 1944.

### Gergotich (rue Martial)
Martial Gergotich, footballeur et entraîneur de l'AS Brest.

### Hériot (rue Virginie)
Virginie Hériot, navigatrice, médaillée d'or en voile aux Jeux olympiques d'Amsterdam de 1928, marraine de l'École navale.

### Léonnec (rue Paul)
Nommée en hommage à Paul-Félix Léonnec (Brest 1842 - Brest 1899), illustrateur, père de Georges Léonnec, illustrateur également.

### Masson (rue Hippolyte)
Jules Hippolyte Masson, conseiller général du Finistère, maire de Brest, député puis sénateur.

### Tanguy Prigent (boulevard)
François Tanguy-Prigent, conseiller général du Finistère, député, ministre de l'agriculture et ministre des anciens combattants.

#### Ouvrages ayant pour objet les rues de Brest
- Gérard Cissé, Rues de Brest de 1670 à 2000, Éd. Ar Feunteun, 2012, 588 p. (ISBN 978-2-9513176-1-1).  Disponible en ligne (archives municipales de Brest).
- Gérard Cissé, Brest au coin des rues, Éditions Le Télégramme, novembre 2008, 226 p. (ISBN 978-2-84833-212-3).
- Gérard Cissé, Rues de Brest : dates des dénominations, 2001.
- Louis Delourmel, Le vieux Brest à travers ses rues, Éditions de Bretagne, 1946, 242 p. (lire en ligne).
- Service des élections de la Ville de Brest, Brest et ses noms de rues, Ville de Brest, 1994.
- Paul Coat et Luc Durouchoux, Brest au fil des rues : mémoire de la ville hier et aujourd'hui, Éditions Nouvelles du Finistère, 1994, 183 p. (ISBN 978-2950665966).

#### Autres ouvrages sur Brest
- Annie Henwood et René Le Bihan, Brest Souvenirs…Souvenir…, Éditions Palantines, juin 1996, 193 p. (ISBN 2-9114340-1-3).
- Amis De Recouvrance, Recouvrance, Sauts de mémoire, Éditions Amis De Recouvrance, mai 2011 (ISBN 978-2-7466-3005-5).
- Bruno Calvès, Brest secret et insolite : les trésors cachés de la cité du Ponant, Éditions Les Beaux Jours, 2013, 191 p. (ISBN 978-2351791479).
- Jean Foucher et Georges-Michel Thomas, Le vieux Brest et ses cartes postales, Editions de la Cité, Brest, 1969, 194 p.